# Io ti troverò (romanzo)
Io ti troverò (titolo originale in inglese: By Reason of Insanity) è un romanzo thriller-noir di Shane Stevens. Si tratta del quinto libro pubblicato dall'autore e rappresenta uno dei primi esempi di narrativa sui serial killer. È stato fonte di ispirazione per alcuni importanti scrittori, tra cui Stephen King, James Ellroy e Thomas Harris.
Il romanzo è uscito per la prima volta in Italia soltanto nel 2010, pubblicato da Fazi Editore.

## Trama
Thomas Bishop era solo un bambino quando venne arrestato per l’omicidio di sua madre Sara e quindi internato in un ospedale psichiatrico. Da piccolo subì spesso maltrattamenti da parte dalla madre, tanto che all’età tre anni fu ricoverato in ospedale a causa di ustioni da lei provocategli, i medici però non trovarono alcuna prova per poterla accusare. Le sevizie derivavano dal fatto che il piccolo nacque a seguito di una violenza sessuale subita da Sara, la quale non sapeva stabilire se il vero padre fosse suo marito o lo stupratore, ma era convinta che a violentarla fosse stato Caryl Chessman, un serial killer (realmente esistito) accusato anche di vari stupri, nonostante fosse considerato impotente.
Dopo quindici anni di reclusione Bishop cerca di evadere dalla struttura in cui è rinchiuso con la complicità di Victor Mungo, il suo nuovo compagno di stanza. Solo uno dei due riesce però a fuggire e le guardie trovano un corpo totalmente sfigurato che indossa l’uniforme appartenente a Bishop. Il commissario John Spanner viene chiamato ad indagare sul caso e dai primi rilevamenti sembra che Mungo abbia assassinato il compagno di cella prima di far perdere le sue tracce. Spanner però non ne è del tutto convinto, poiché l’ospedale psichiatrico non aveva preso le impronte digitali di Bishop, che quando arrivò aveva solo dieci anni, e nemmeno quelle di Mungo, in quanto paziente regolare. Il commissario ipotizza che in realtà il fuggitivo sia Bishop e che il cadavere irriconoscibile sia servito solo a sviare le indagini.
Bishop inizia quindi a compiere una serie di efferati omicidi di cui rimangono vittime molte donne. Il killer nella sua follia omicida si sposta in varie città degli Stati Uniti, da una costa all’altra, scatenando così una caccia all’uomo su larga scala. Alle indagini partecipa anche Adam Keaton un giornalista investigativo del ‘Newstime’, che riesce a fornire molti elementi utili all’identificazione dell’assassino. Attraverso gli studi di un criminologo vengono inoltre a galla delle similitudine con il caso di Caryl Chessman, giustiziato anni addietro e la cui pena di morte venne più volte rimandata. La situazione assume anche dei risvolti politici, poiché il senatore Stoner, approfittando della grande copertura mediatica per il caso, intraprende una campagna a favore della pena capitale, nell’intento di guadagnare consensi elettorali.
Bishop non rammenta le torture subite e nemmeno di aver ucciso sua madre, ricordandola dolce ed affettuosa, inoltre crede che Chessman sia suo padre e pensa di dover continuare ad uccidere per onorarne la memoria. Il suo delirio giunge al culmine quando progetta di uccidere tutte le ospiti di un albergo per sole donne, partendo dal piano più alto, stanza per stanza, per poi scendere a quelli inferiori. Il suo proposito però viene attuato solo in parte, infatti riesce ad introdursi nelle camere dell’hotel camuffato con abiti femminili, ed inizia ad uccidere le donne al loro interno. Quando scende al dodicesimo piano è però costretto a fuggire, lasciandosi dietro i corpi massacrati di ben diciotto vittime, tra cui un addetto alla sicurezza. Al loro arrivo le forze dell’ordine non trovano traccia dell’assassino; sul posto giunge anche il giornalista Adam Kenton, che, avendo studiato la personalità dell’assassino è certo che tornerà a finire il lavoro. Chiede quindi alla polizia di allontanarsi e di poter restare nella camera dell’albergo in cui stava per entrare Bishop prima di scappare, poiché lui sa di poterlo fermare.

## Temi narrativi
Il romanzo è scritto con toni distaccati, come se gli eventi fossero fatti di cronaca e ciò contribuisce a rendere più vivida la descrizione della società americana degli anni settanta, con un excursus nel 1960. L'opera fornisce una panoramica sulla parte più buia del sogno americano, mostrando la crudeltà e l'assenza di morale, presenti in maniera trasversale all'interno della collettività. L'autore si sofferma molto sullo stato mentale del protagonista, delineando con precisione la sua psiche ed analizzando le dinamiche che lo hanno reso uno spietato assassino.

## Edizioni
- Shane Stevens, Io ti troverò, traduzione di Giuliano Bottali e Simonetta Levantini, Fazi Editore, 2010,  p. 798, ISBN 978-88-6411-202-2.
- Shane Stevens, Io ti troverò, traduzione di Giuliano Bottali e Simonetta Levantini, Tascabili, Fazi Editore, 2011,  p. 798, ISBN 978-88-6411-505-4.